# جامعة كلاوستال للتكنولوجيا
جامعة كلاوستال للتكنولوجيا (بالإنجليزية: Clausthal University of Technology)‏ هي جامعة عامة في ألمانيا تأسست عام 1775في مدينة كلاوستال تسيللرفيلد في ولاية ساكسونيا السفلى.

## إحصائيات
يبلغ عدد طلاب الجامعة 4080 طالب.

## وصلات خارجية
- الموقع الإلكتروني